# Evelyn Verrasztó
Evelyn Verrasztó (Boedapest, 17 juli 1989) is een Hongaarse zwemster. Ze vertegenwoordigde haar vaderland op de Olympische Zomerspelen 2004 in Athene en de Olympische Zomerspelen 2008 in Peking. Ze is de dochter van oud-zwemmer Zoltán Verrasztó en de zus van zwemmer Dávid Verrasztó, vader Zoltán is tevens haar coach.

## Carrière
Bij haar internationale debuut, op de Olympische Zomerspelen van 2004 in Athene, strandde Verrasztó in de halve finales van de 200 meter rugslag. Op de Europese kampioenschappen kortebaanzwemmen 2004 in de Oostenrijkse hoofdstad Wenen werd de Hongaarse uitgeschakeld in series van de 400 meter vrije slag, de 200 meter rugslag en de 100 en de 200 meter wisselslag. 
In Triëst nam Verrasztó deel aan de Europese kampioenschappen kortebaanzwemmen 2005, op dit toernooi eindigde ze als vijftiende op de 800 meter vrije slag. Op de 400 meter vrije slag, de 100 en de 200 meter rugslag en de 200 meter wisselslag strandde ze in de series. 
Tijdens de Europese kampioenschappen zwemmen 2006 in Boedapest eindigde de Hongaarse als zesde op de 200 meter rugslag, op de 100 meter rugslag werd ze uitgeschakeld in de halve finales en in de series van de 50 en de 400 meter vrije slag en de 50 meter rugslag. Samen met Nikolett Szepesi, Ágnes Kovács en Beatrix Boulsevicz eindigde ze als zesde op de 4x100 meter wisselslag, op de 4x200 meter vrije slag eindigde ze samen met Katinka Hosszú, Krisztina Lipcsei en Reka Nagy als achtste. Op de Europese kampioenschappen kortebaanzwemmen 2006 in Helsinki eindigde Verrasztó als vierde op de 200 meter rugslag en als vijfde op de 200 meter wisselslag, op de 50 meter rugslag strandde ze in de series. 
In Melbourne nam de Hongaarse deel aan de wereldkampioenschappen zwemmen 2007, op dit toernooi werd ze uitgeschakeld in de halve finales van de 200 meter wisselslag en de 200 meter rugslag en in de series van de 50 meter rugslag en de 1500 meter vrije slag. Tijdens de Europese kampioenschappen kortebaanzwemmen 2007 in Debrecen sleepte Verrasztó de bronzen medaille in de wacht op de 200 meter wisselslag, daarnaast eindigde ze als vierde op de 200 meter vrije slag en als zesde op de 100 meter wisselslag. Samen met Nikolett Szepesi, Ágnes Kovács en Beatrix Bordas eindigde ze als vierde op de 4x50 meter wisselslag.
Op de Europese kampioenschappen zwemmen 2008 in Eindhoven veroverde Verrasztó de zilveren medaille op de 200 meter wisselslag en eindigde ze als vierde op zowel de 200 meter vrije slag als de 200 meter rugslag. Samen met Ágnes Mutina, Orsolya Tompa en Katinka Hoszzú eindigde ze als zesde op de 4x200 meter vrije slag, op de 4x100 meter wisselslag eindigde ze samen met Nikolett Szepesi, Katalin Bor en Emese Kovács op de zevende plaats. Tijdens de Olympische Zomerspelen strandde de Hongaarse in de halve finales van de 200 meter wisselslag en in de series van de 200 meter rugslag. Op de 4x200 meter vrije slag eindigde ze samen met Ágnes Mutina, Eszter Dara en Zsuzsanna Jakabos op de zesde plaats. In Rijeka nam Verrasztó deel aan de Europese kampioenschappen kortebaanzwemmen 2008, op dit toernooi sleepte ze de zilveren medaille in de wacht op zowel de 100 als de 200 meter wisselslag en eindigde ze als zevende op de 400 meter wisselslag.

### 2009-heden
Op de wereldkampioenschappen zwemmen 2009 in Rome eindigde de Hongaarse als zevende op de 200 meter wisselslag en als achtste op zowel de 100 als de 200 meter vrije slag, samen met Ágnes Mutina, Eszter Dara en Katinka Hosszú eindigde ze als zesde op de 4x200 meter vrije slag. Op de 4x100 meter vrije slag eindigde ze samen met Eszter Dara, Ágnes Mutina en Katinka Hosszú op de achtste plaats, samen met Eszter Dara, Reka Pecz en Katinka Hosszú werd ze uitgeschakeld in de series van de 4x100 meter wisselslag. Tijdens de Europese kampioenschappen kortebaanzwemmen 2009 in Istanboel veroverde Verrasztó de Europese titel op de 200 meter wisselslag, daarnaast legde ze beslag op de zilveren medaille op zowel de 200 meter vrije slag als de 100 meter wisselslag.
In Boedapest nam de Hongaarse deel aan de Europese kampioenschappen zwemmen 2010. Op dit toernooi sleepte ze de zilveren medaille in de wacht op de 200 meter wisselslag, daarnaast eindigde ze als vijfde op zowel de 100 als de 200 meter vrije slag. Op de 4x200 meter vrije slag veroverde ze samen met Ágnes Mutina, Eszter Dara en Katinka Hosszú de Europese titel, samen met Ágnes Mutina, Eszter Dara en Katinka Hosszú eindigde ze als vierde op de 4x100 meter vrije slag. Op de Europese kampioenschappen kortebaanzwemmen 2010 in Eindhoven legde Verrasztó beslag op de Europese titel op zowel de 100 als de 200 meter wisselslag, daarnaast sleepte ze de bronzen medaille in de wacht op de 200 meter vrije slag. Tijdens de wereldkampioenschappen kortebaanzwemmen 2010 in Dubai eindigde de Hongaarse als vijfde op de 200 meter wisselslag en als zesde op zowel de 200 meter vrije slag als de 100 meter wisselslag, op de 4x200 meter vrije slag eindigde ze samen met Ágnes Mutina, Eszter Dara en Katinka Hosszú op de zevende plaats.
In Shanghai nam Verrastó deel aan de wereldkampioenschappen zwemmen 2011. Op dit toernooi werd ze uitgeschakeld in de halve finales van zowel de 200 meter vrije slag als de 200 meter wisselslag, op de 100 meter vrije slag strandde ze in de series. Samen met Ágnes Mutina, Katinka Hosszú en Zsuzsanna Jakabos eindigde ze als vijfde op de 4x200 meter vrije slag. Op de Europese kampioenschappen kortebaanzwemmen 2011 veroverde de Hongaarse de zilveren medaille op de 200 meter wisselslag en de bronzen medaille op de 200 meter vrije slag, daarnaast eindigde ze als vierde op de 100 meter wisselslag.

## Internationale toernooien
| Jaar | Olympische Spelen                                       | WK langebaan | WK kortebaan                                                                  | EK langebaan | EK kortebaan                                                                                        |
| ---- | ------------------------------------------------------- | --- | ----------------------------------------------------------------------------- | --- | --------------------------------------------------------------------------------------------------- |
| 2004 | 14e 200 m rugslag                                       | | geen deelname                                                                 | geen deelname | 15e 400m vrije slag 10e 200m rugslag 23e 100m wisselslag 16e 200m wisselslag                        |
| 2005 |                                                         | geen deelname |                                                                               | | 16e 400m vrije slag 15e 800m vrije slag 22e 100m rugslag 9e 200m rugslag 15e 200m wisselslag        |
| 2006 |                                                         | | geen deelname                                                                 | 31e 50m vrije slag 20e 400m vrije slag 23e 50m rugslag 12e 100m rugslag 6e 200m rugslag 8e 4x200m vrije slag 6e 4x100m wisselslag | 17e 50m rugslag 4e 200m rugslag 5e 200m wisselslag                                                  |
| 2007 |                                                         | 15e 1500m vrije slag 33e 50m rugslag 15e 200m rugslag 13e 200m wisselslag                                                |                                                                               | | 4e 200m vrije slag · 6e 100m wisselslag · 200m wisselslag · 4e 4x50m wisselslag                     |
| 2008 | 17e 200m rugslag 9e 200 wisselslag 6e 4x200m vrije slag | | geen deelname                                                                 | 4e 200m vrije slag · 4e 200m rugslag · 200m wisselslag · 6e 4x200m vrije slag · 7e 4x100 m wisselslag                             | 100m wisselslag · 200m wisselslag · 7e 400m wisselslag · 11e 4x50m vrije slag · 9e 4x50m wisselslag |
| 2009 |                                                         | 8e 100m vrije slag 8e 200m vrije slag 7e 200m wisselslag 8e 4x100m vrije slag 6e 4x200m vrije slag 14e 4x100m wisselslag |                                                                               | | 200m vrije slag · 100m wisselslag · 200m wisselslag                                                 |
| 2010 |                                                         | | 6e 200m vrije slag 6e 100m wisselslag 5e 200m wisselslag 7e 4x200m vrije slag | 5e 100m vrije slag · 5e 200m vrije slag · 200m wisselslag · 4e 4x100m vrije slag · 4x200m vrije slag                              | 200m vrije slag · 100m wisselslag · 200m wisselslag                                                 |
| 2011 |                                                         | 30e 100m vrije slag 16e 200m vrije slag 11e 200m wisselslag 5e 4x200m vrije slag                                         |                                                                               | | 200m vrije slag · 4e 100m wisselslag · 200m wisselslag                                              |

## Persoonlijke records
Bijgewerkt tot en met 13 december 2009

### Kortebaan
| Afstand         | Tijd    | Datum            | Plaats    |
| --------------- | ------- | ---------------- | --------- |
| 100m vrije slag | 52,90   | 7 november 2009  | Moskou    |
| 200m vrije slag | 1.52,61 | 13 december 2009 | Istanboel |
| 200m rugslag    | 2.05,91 | 6 november 2009  | Moskou    |
| 100m wisselslag | 58,21   | 12 december 2009 | Istanboel |
| 200m wisselslag | 2.04,64 | 10 december 2009 | Istanboel |
| 400m wisselslag | 4.33,48 | 14 december 2008 | Rijeka    |

### Langebaan
| Afstand          | Tijd    | Datum         | Plaats    |
| ---------------- | ------- | ------------- | --------- |
| 100m vrije slag  | 53,74   | 30 juli 2009  | Rome      |
| 200m vrije slag  | 1.56,51 | 28 juli 2009  | Rome      |
| 200m rugslag     | 2.10,45 | 19 maart 2008 | Eindhoven |
| 100m vlinderslag | 59,02   | 27 juni 2009  | Eger      |
| 200m wisselslag  | 2.09,87 | 28 juni 2009  | Eger      |